# Graue Baumratte
Die Graue Baumratte (Lenothrix canus) ist eine Nagetierart aus der Gruppe der Altweltmäuse (Murinae). 
Graue Baumratten erreichen eine Kopfrumpflänge von 17 bis 22 Zentimetern, die Schwanzlänge beträgt 19 bis 27 Zentimeter und das Gewicht variiert zwischen 80 und 275 Gramm. Ihr Fell ist an der Oberseite grau oder graubraun gefärbt, die Unterseite ist weißlich.
Diese Nagetiere leben in Südostasien. Ihr Verbreitungsgebiet umfasst die Malaiische Halbinsel, das nördliche Borneo sowie die Insel Tuangku vor der Küste Sumatras. Ihr Lebensraum sind in erster Linie Regenwälder, sie sind aber anpassungsfähig und kommen auch in Plantagen vor. Sie können gut klettern und halten sich meist auf den Bäumen auf.
Graue Baumratten sind weit verbreitet und gebietsweise häufig, die IUCN listet die Art als „nicht gefährdet“ (least concern).
Systematisch wird die Art innerhalb der Altweltmäuse in die Pithecheir-Gruppe eingeordnet.